# Ron Padgett
Ron Padgett (Tulsa, Oklahoma, 17 de junio de 1942 - ) es un poeta, ensayista, narrador y traductor estadounidense, miembro de la segunda promoción de la Escuela de Nueva York.

## Biografía
Ya como un estudiante con solo diecisiete años de edad cofundó la revista literaria de vanguardia The White Dove Review, en la que, colaborando con otros destacados estudiantes como Dick Gallup, Joe Brainard y Ted Berrigan, solicitó, obtuvo y publicó para su sorpresa poemas inéditos de poetas de la generación Beat como Allen Ginsberg, Jack Kerouac, LeRoi Jones, E. E. Cummings y Malcolm Cowley. Después marchó a Nueva York, donde se integró en la famosa escuela poética neoyorkina. Allí recibió un BA de la Universidad de Columbia en 1964 y estudió escritura creativa en la Universidad de Wagner con Kay Boyle, Howard Nemerov y Kenneth Koch. Se le concedió una beca Fulbright y estudió literatura francesa del siglo XX en París durante 1965 y 1966. En 1996 fue galardonado con una beca de la Fundación de Arte Contemporáneo.
Padgett fue profesor de un taller de poesía en la Iglesia de San Marcos (Manhattan) de 1968 a 1969. Ofreció talleres de escritura y publicó varias obras sobre esta materia, trabajando también como editor en Full Court Press de 1973 a 1988. Ha dado conferencias en diversas instituciones educativas, entre ellas el Centro Atlántico de Arte y la Universidad de Columbia, y ha sido anfitrión de una serie de radio sobre la poesía.
Como traductor, fue galardonado en 2016 con el premio de traducción Harold Morton Landon "Zone" de Guillaume Apollinaire. También ha recibido premios de la National Endowment for the Arts, the New York State Council on the Arts, y Columbia University’s Translation Center.
Poemas suyos dan voz al protagonista de la película Paterson, dirigida por Jim Jarmush.

## Obras
- Summer Ballons (Tulsa, Oklahoma) 1960.
- In Advance of the Broken Arm, "C" Press (New York, NY), 1964.
- Some Things, (With Ted Berrigan and Joe Brainard) (New York, NY) "C" Press, 1964.
- Two Stories for Andy Warhol, "C" Press (New York, NY), 1965.
- Sky, Goliard Press (London, UK), 1966.
- Bean Spasms: Poems and Prose, (con Ted Berrigan) Kulcher Press (New York, NY), 1967.
- Tone Arm, Once Press, 1967.
- 100,000 Fleeing Hilda, (con Joe Brainard) Boke, 1967.
- Bun, (con Tom Clark) Angel Hair Books (New York, NY), 1968.
- Great Balls of Fire Nueva York, Holt, 1969, reimpreso y revisado en Coffee House Press, 1990, ISBN 978-0-918273-80-2
- The Adventures of Mr. and Mrs. Jim and Ron, (con Jim Dine) Cape Gouliard Press (London, England), 1970.
- Antlers in the Treetops (con Tom Veitch) Coach House Press (Toronto, Canadá), 1970.
- Sweet Pea, Aloes, 1971.
- Poetry Collection, Strange Faeces Press (London, England), 1971.
- Sufferin' Succotash (con Joe Brained), Adventures in Poetry, 1971.
- Back in Boston Again, (con Ted Berrigan y Tom Clark) Telegraph, 1972.
- Oo La La, (con Jim Dine) Petersburg Press (New York, NY), 1973.
- Crazy Compositions, Big Sky (Southampton, NY), 1974.
- The World of Leon, (con otros) Big Sky (Southampton, NY), 1974.
- Toujours l'amour, SUN (New York, NY), 1976.
- Pullman, Arrive (con George Schneeman) Generations (Paris, France), 1978.
- Tulsa Kid, Z Press (Calais, VT), 1979.
- Triangles in the Afternoon, SUN (New York, NY), 1980.
- How to Be a Woodpecker, (con T. Winkfield) Toothpaste Press (West Branch, IA), 1983.
- Light as Air, (con Alex Katz) Pace Editions (New York, NY), 1988.
- The big something, Geoffrey Young, 1989
- New and Selected Poems, David Godine (Boston, MA), 1995.
- You Never Know, Coffee House Press, Minneapolis, 2001.
- How to be perfect, Coffee House Press, 2007
- How Long, Coffee House Press, 2011
- Collected Poems, Coffee House Press, 2013
- Alone and Not Alone, Coffee House Press, 2015
- Cómo ser perfecto Archivado el 9 de septiembre de 2019 en Wayback Machine.. Antología bilingüe. Kriller 71, Barcelona 2018
- Motor Maids: un viaje maravilloso, Firmamento, 2022